# Ágatha Bednarczuk
Ágatha Bednarczuk, née le 22 juin 1983 à Curitiba, est une joueuse de beach-volley brésilienne.
Avec Bárbara Seixas, elle remporte les Championnats du monde en 2015 à La Haye.